# یواس‌ان‌اس موری (تی-ای‌جی‌اس-۶۶)
یواس‌ان‌اس موری (تی-ای‌جی‌اس-۶۶) (به انگلیسی: USNS Maury (T-AGS-66)) یک کشتی است که طول آن ۳۵۳ فوت (۱۰۸ متر) می‌باشد.